# Санкт-Томас-ам-Блазенштайн
Санкт-Томас-ам-Блазенштайн (нем. Sankt Thomas am Blasenstein) — ярмарочная коммуна (нем. Marktgemeinde) в Австрии, в федеральной земле Верхняя Австрия.
Входит в состав округа Перг. Население составляет 878 человек (на 31 декабря 2005 года). Занимает площадь 29 км². Официальный код — 41122.

## Политическая ситуация
Бургомистр коммуны — Йоханнес Неннинг (АНП) по результатам выборов 2003 года.
Совет представителей коммуны (нем. Gemeinderat) состоит из 13 мест.
- АНП занимает 10 мест.
- СДПА занимает 3 места.